# Phostria citrinalis
Phostria citrinalis is een vlinder uit de familie van de grasmotten (Crambidae). De wetenschappelijke naam van deze soort is voor het eerst gepubliceerd in 1895 door Herbert Druce.
Deze soort komt voor in Mexico, Guatemala en Costa Rica.